# Hoover High School (Alabama)
Hoover High School es una escuela pública secundaria en Hoover Alabama, EE. UU., y ofrece los grados 9-12. Fue construida como un reemplazo de la preparatoria W. A. Berry High School. Actualmente es una de las dos escuelas de Bachillerato Internacional ofrecida en el Gran Área de Birmingham. Hoover High tiene actualmente alrededor de 2400 estudiantes. El director actual es Mr. Don Hulin.
Fuera de Alabama, Hoover High School es conocida por haber aparecido en el show de MTV Two-A-Days.

## Alumnado
Alumnos famosos de W. A. Berry High School incluidos:
- Murry Bartow, entrenador de basketball en la East Tennessee State University|Universidad Estatal del Este de Tennessee y de la University of Alabama at Birmingham|Universidad de Alabama en Birmingham
- Jeff Brantley, pitcher de béisbol, exanalista de béisbol de la ESPN, actualmente analista de los Cincinnati Reds
- Heather Whitestone, 1995 Miss America
- Stan White,  quarterback de la Auburn University|Universidad Auburn
- Mike Kolen, linebacker de los Miami Dolphins

Alumnos famosos de Hoover High School incluidos:
- Adam Brown, 10 veces campeón del Alabama State Table Tennis (5 títulos, 3 títulos dobles, y 2 títulos Juniors)
- Taylor Hicks,  ganador de American Idol 2006
- Chad Jackson,  recibidor de los Denver Broncos
- John Parker Wilson, jugador de fútbol americano y quarterback en la Universidad de Alabama
- Ross Wilson, Alex Binder, Dwarn "Repete" Smith, Cornelius Williams, Kristin Boyle, Mark McCarty, Charlie Zorn, Brandon and Byron Clear, Michael DeJohn, Kristen Padalino, Brittany Benton y Max Lerner, aparecieron en el programa de MTV Two-A-Days.
- Sidney Spencer, delantera del Campeonato NCAA 2006-07 Voluntarios de Damas de la Universidad de Tennessee, redactado en el WNBA 2007 por Los Angeles Sparks
- Will Pearson, fundador y publicista de la revista Mental Floss.
- Ankur Poseria, nadador Olímpico que representó a la India en los Juegos Olímpicos de Pekín 2008.
- Andre Feagin, conductor de renombre nacional, que gana el Premio de 2000 DCI Jim Jones Leadership Award y fue uno de los jóvenes conductores del National Band Association Young Conductors en 2004.